# Eduard Baar-Baarenfels
Eduard Baar-Baarenfels (* 3. November 1885 in Laibach; † 14. März 1967 in Saalfelden, 1913 bis 1919 Baar von Baarenfels) war ein österreichischer Heimwehr-Führer und Politiker.

## Leben
Sein Vater Eduard Baar von Baarenfels war Feldmarschallleutnant in der k.u.k. Armee. Nach einer Militärkarriere bis zum Oberstleutnant  im Ersten Weltkrieg wurde Baar-Baarenfels 1921 in den Ruhestand versetzt, ab 1919 bewirtschaftete er das Gut seiner Frau in Rohrbach, heute Gemeinde Weistrach im Bezirk Amstetten.
1929 wurde er Landesführer der niederösterreichischen Heimwehr, 1932 Landesstabschef der Heimwehr und 1933 Landeswehrführer und Bundesführerstellvertreter.
Im austrofaschistischen Ständestaat war er 1934 bis 1935 zuerst stellvertretender dann geschäftsführender Landeshauptmann von Niederösterreich (für Josef Reither). Ebenso war er in dieser Zeit Mitglied des Länderrates und des Bundestages. 1935 bis 1936 bekleidete er das Amt des Bundesministers für Sicherheitswesen und Inneres. Nachdem der Heimwehrführer Ernst Rüdiger Starhemberg 1936 alle seine politischen Ämter niederlegte, folgte er diesem am 14. Mai als Vizekanzler im zweiten Kabinett Schuschnigg bis zur Regierungsumbildung am 3. November 1936. Danach war er bis zum „Anschluss“ 1938 Gesandter in Budapest.
Er wurde zunächst pensioniert, dann entlassen und schließlich verhaftet, und war von 1939 bis 1941 in den Konzentrationslagern Dachau und Flossenbürg. Ab August 1942 war er im KZ Auschwitz III Monowitz in verschiedenen Abteilungen des Buna-Werks der I.G. Farben tätig.
Eduard Baar-Baarenfels war Mitglied bei der K.Ö.L. Starhemberg.